# São Clemente (Loulé)
A Freguesia de São Clemente, oficialmente de Loulé (São Clemente), é uma freguesia portuguesa do município de Loulé, com 46,2 km² de área e 17930 habitantes (censo de 2021), tendo, por isso, uma densidade populacional de 388,1 hab./km², o que lhe permite ser classificada como uma Área de Baixa Densidade (portaria 1467-A/2001).

## Património
- Capela de Nossa Senhora da Conceição (Loulé)
- Castelo de Loulé[4]
- Igreja da Graça ou Testemunhos da Igreja da Graça[5]
- Igreja da Misericórdia de Loulé ou Igreja de Nossa Senhora dos Pobres[6]
- Igreja Matriz de Loulé ou Igreja de São Clemente[7]
- Pelourinho de Loulé[8]
- Ponte dos Álamos

## Demografia
Nota: Nos censos de 1864 a 1890 tinha anexada freguesia de S. Clemente. Por decreto de 03/12/1891 a freguesia de S. Sebastião foi desanexada desta freguesia, passando a ser freguesias autónomas. Com lugares desta freguesia foi criada pela Lei nº 476, de 25/01/1916, a freguesia de Quarteira.
A população registada nos censos foi:
| Distribuição da População por Grupos Etários | Distribuição da População por Grupos Etários | Distribuição da População por Grupos Etários | Distribuição da População por Grupos Etários | Distribuição da População por Grupos Etários |
| -------------------------------------------- | -------------------------------------------- | -------------------------------------------- | -------------------------------------------- | -------------------------------------------- |
| Ano                                          | 0-14 Anos                                    | 15-24 Anos                                   | 25-64 Anos                                   | > 65 Anos                                    |
| 2001                                         | 2169                                         | 1970                                         | 7664                                         | 2603                                         |
| 2011                                         | 2637                                         | 1819                                         | 9753                                         | 3149                                         |
| 2021                                         | 2650                                         | 1774                                         | 9734                                         | 3772                                         |